# Cupido lacturnus
Cupido lacturnus är en fjärilsart som beskrevs av Jean Baptiste Godart 1823. Cupido lacturnus ingår i släktet Cupido och familjen juvelvingar. Inga underarter finns listade i Catalogue of Life.

## Bildgalleri

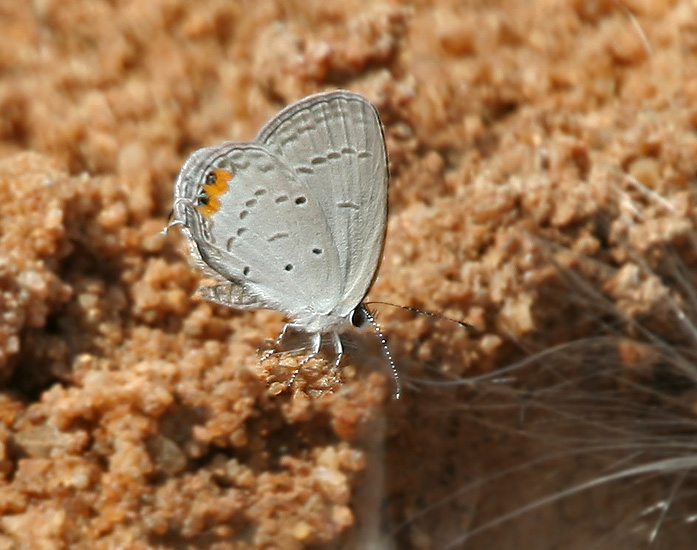
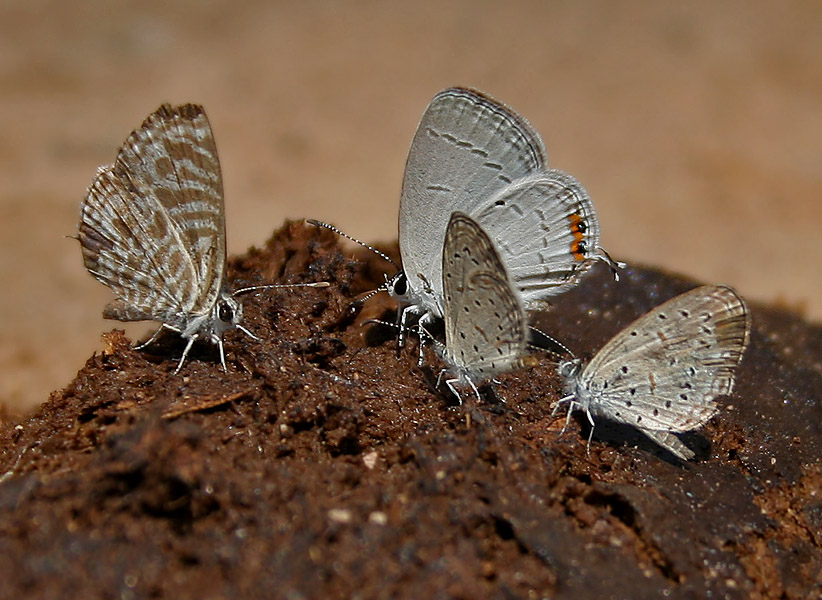
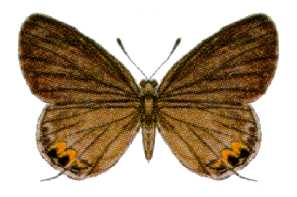